# Leptoconops qinghaiensis
Leptoconops qinghaiensis är en tvåvingeart som beskrevs av Liu, Zhang och Gong 2004. Leptoconops qinghaiensis ingår i släktet Leptoconops och familjen svidknott. Inga underarter finns listade i Catalogue of Life.